# Terror Bay
Die Terror Bay ist eine Bucht des Queen Maud Gulf an der Südwestküste von King William Island im kanadischen Territorium Nunavut.
Ihr Eingang befindet sich zwischen Fitzjames Island im Westen und den Irving Islands im Osten. Sie ist gesäumt von Kiesstränden und enthält zahlreiche Inseln und Sandbänke.
Die Terror Bay ist nach der HMS Terror, einem der beiden Schiffe der tragisch verlaufenen Franklin-Expedition von 1845 bis 1848, benannt. Netsilik-Inuit hatten hier 1849 ein Zelt mit toten Expeditionsteilnehmern sowie einige Gräber gefunden. Nach langer Suche wurde das Wrack der HMS Terror am 3. September 2016 in der schon im 19. Jahrhundert nach ihr benannten Bucht gefunden.